# Dorin Mateuț
Dorin Mateuţ (5 de agosto de 1965) é um ex-futebolista romeno que competiu na Copa do Mundo de 1990.